# Sativa Rose
Sativa Rose (ur. 21 stycznia 1984 w Guadalajarze) – meksykańska modelka i aktorka pornograficzna. Znana jako jedna z najlepszych latynoamerykańskich aktorek pornograficznych.

## Życiorys
Pochodzi z Meksyku. Urodziła się w Guadalajarze w stanie Jalisco.
Swoją karierę zaczynała w 2003 pod pseudonimem Jezebele. Pracowała najpierw jako striptizerka oraz jako fotomodelka pozująca nago do zdjęć. Później znalazła pracę w świecie filmów pornograficznych pod pseudonim Sativa, a następnie Sativa Rose. Brała udział w produkcjach Evil Angel, Reality Kings, Anabolic, Hustler, 3rd Degree, Adam & Eve, Digital Playground, Zero Tolerance, Wicked Pictures, Elegant Angel, Bangbros, Jules Jordan Video, New Sensations i Vivid.
Mając 19 lat, po raz pierwszy wystąpiła w scenie seksu z Benem Englishem i Chance w produkcji Hustler Video Young Latin Girls 11 (2004). Za występ w scenie seksu triolizmu w filmie Anabolic Video Initiations 12 (2002) została nominowana do nagrody XRCO Award. Była także dziewięciokrotnie nominowana do nagrody AVN Award.
Wystąpiła też w dramacie Destricted (2006) w reżyserii siedmiu uznanych artystów, w tym Gaspara Noé i Matthew Barneya, z Manuelem Ferrarą, Jasmine Byrne i Katsuni.
Często brała udział w scenach seksu analnego, w tym podwójnej penetracji m.in. w Breast Worship 1 (2006) z Julesem Jordanem, Anal Asspirations 6 (2007) z Saschą i Tonym T czy Anal 2 on 1 (2010) z Christianem XXX i Rebeccą Linares. W latach 2005–2007 i 2010–2012 pracowała dla Kink.com w scenach sadomasochistycznych, takimi jak uległość, głębokie gardło, rimming, kobieca ejakulacja, fisting analny i pochwowy, pegging, bukkake, plucie i bicie. Były to serie Divine Bitches, Fucking Machines, Hogtied, Men in Pain, Sex and Submission i Whipped Ass z Markiem Davisem, Christianem Wilde, Davidem Chase, Harmony Rose, Justine Joli i Dragon Lilly.
Na początku 2015 roku miała na swoim koncie blisko 500 tytułów. Wyprodukowała także kilka filmów z Naughty America i Kamel Salmi.

## Filmografia
- Mamacitas 4 (2003)
- Blow Me Sandwich 6 (2004)
- I Love 'em Latin 1 (2005)
- Iron Head 3 (2005)
- A2M 9 (2006)
- Ass Bandits 2 (2006)
- Carmen Inked (2007)
- I Love Paola (2007)
- Yo Quiero Chocolatte 2 (2007)
- Assassin 5 (2008)
- Au Natural (2008)
- Savory Senoritas (2009)
- Fuck You (2010)
- Jules Jordan: The Lost Tapes 1 (2011)
- Jules Jordan: The Lost Tapes 3 (2012)
- Adam & Eve’s Legendary Latinas (2013)
- Prime Cuts: Double Decker Sandwich (2013)
- Big Tit Cream Pie 32 (2015)
- Fucking Mexicans (2015)
- Adult’s Hottest Latinas (2016)

## Nagrody i nominacje
| Rok  | Nagroda    | Kategoria                                      | Film                           | Inni wykonawcy                                        | Rezultat  |
| ---- | ---------- | ---------------------------------------------- | ------------------------------ | ----------------------------------------------------- | --------- |
| 2003 | XRCO Award | Najlepsza scena seksu trójosobowego            | Initiations 12 (2003)          | Olivia O’Lovely i Lexington Steele                    | Nominacja |
| 2004 | AVN Award  | Najlepsza scena seksu trójosobowego – wideo    | Initiations 12 (2003)          | Olivia O’Lovely i Lexington Steele                    | Nominacja |
| 2005 | XRCO Award | Niedoceniona syrena                            | –                              | –                                                     | Nominacja |
| 2005 | AVN Award  | Najlepsza scena seksu grupowego – wideo        | Double Cum Cocktails (2004)    | Lani Kaluha, Brett Rockman i Dirty Harry              | Nominacja |
| 2006 | AVN Award  | Najlepsza scena seksu oralnego – wideo         | Friday’s Oral Junkies (2005)   | Reina Leone i Joe Friday                              | Nominacja |
| 2007 | AVN Award  | Wykonawczyni roku                              | –                              | –                                                     | Nominacja |
| 2007 | AVN Award  | Najlepsza scena seksu analnego – wideo         | Hellcats 11 (2006)             | Richard Kline                                         | Nominacja |
| 2007 | AVN Award  | Najlepsza scena seksu samych dziewczyn – wideo | Girls Love Girls (2006)        | Brianna Love                                          | Nominacja |
| 2008 | AVN Award  | Najlepsza złośnica                             | Pretty Pussies Please 3 (2007) | –                                                     | Nominacja |
| 2008 | AVN Award  | Najlepsza scena seksu analnego – wideo         | Pretty Pussies Please 3 (2007) | Jean Valjean                                          | Nominacja |
| 2009 | AVN Award  | Najlepsza scena seksu samych dziewczyn – wideo | Girlgasmic (2007)              | Gianna Lynn, Holly West, Maria Bellucci i Penny Flame | Nominacja |